# مردیخ
مردیخ (به عربی: مردیخ) یک روستا در سوریه است که در ناحیه سراقب واقع شده‌است. مردیخ ۱۲٫۲۱ کیلومتر مربع مساحت و ۲٬۹۱۸ نفر جمعیت دارد و ۴۰۹ متر بالاتر از سطح دریا واقع شده‌است.